# Jožef Spindler
‎Jožef Spindler, nemški jezuit, pedagog, matematik, teolog in filozof, * 3. marec 1674, Augsburg, † 21. junij 1730, Gradec.
Bil je rektor Jezuitskega kolegija v Ljubljani (22. julij 1713 - 15. november 1716) in Jezuitskega kolegija v Passau (22. oktober 1722-28. oktober 1725).